# Йокнеам-Илит
Йокнеа́м-Или́т (ивр. יקנעם עילית‎) — город в северном округе Израиля.
Название «Йокнеам-Илит» (Верхний Йокнеам) является официальным названием города, которое используется для официальных административных и картографических целей на государственном уровне. Однако муниципалитет Йокнеам-Илита предпочитает опускать слово «Илит» (Верхний) при наименовании города, что вызывало неоднократный протест со стороны жителей соседнего поселения (мошавы) Йокнеам (ивр. יקנעם‎), от которой Йокнеам-Илит отделился в 1967 году.
Йокнеам-Илит расположен на севере страны.
Город расположен к юго-востоку от Хайфы, в получасе езды от Хайфы и Ноф-ха-Галиль и в полутора часах — от Тель-Авива. По соседству с Йокнеам-Илитом находится мошава Йокнеам.
Население Йокнеам-Илита — около 23 тыс. жителей. С начала 90-х годов XX века население города удвоилось, в основном благодаря притоку репатриантов из СССР и стран СНГ, а также благодаря приезду многих молодых семей из Хайфы и центра страны.
В городе большой индустриальный парк информационных и биотехнологий, насчитывающий более 100 предприятий. В том числе: Марвелл, Mellanox, Солкон.
Так же в городе расположены предприятия компаний Осем и Солтам. Средняя месячная зарплата в 2019 году составила 10927 шекелей (средняя зарплата по Израилю составила 9745 шекелей). Йокнеам-Илит единственный из городов развития имеет уровень жизни выше среднего по стране.

## Население
По данным Центрального статистического бюро Израиля, население на начало 2020 года составляло 23 796 человек.

## Достопримечательности
На восточной окраине города расположен Тель-Йокнеам — развалины древнего Йокнеама.